# Francisco Álvarez de Toledo y Silva
Francisco Álvarez de Toledo y Silva (1662-1739) fue un noble español perteneciente al linaje de la casa de Toledo que fue X duque de Alba de Tormes, grande de España, VII duque de Huéscar, XI Conde de Lerín y condestable de Navarra, entre otros títulos nobiliarios. 
Francisco casó con Catalina de Haro y Guzmán, (1672-1733), VIII marquesa del Carpio y VIII Condesa de Monterrey, grande de España. En 1711 sucedió en el ducado a su sobrino Antonio Álvarez de Toledo y Guzmán que había fallecido sin descendencia.
Su hija María Teresa Álvarez de Toledo y Haro, (1691-1755), les sucedió en sus numerosos títulos y fue la XI duquesa de Alba de Tormes, la primera mujer de la familia de los Álvarez de Toledo que ostentó el famoso ducado.
- Datos: Q5868286